# Trax Records
Trax Records — первый в мире лейбл, который выпускал исключительно хаус-музыку.

## История
Лейбл Trax Records появился на свет в начале 1980-х в Чикаго. Владельцем лейбла являлся Ларри Шерман (англ. Larry Sherman), владелец единственного чикагского завода по производству виниловых пластинок. Президентом лейбла Trax Records является женщина Рэйчел Кейн (англ. Rachael Cain), более известная как Screamin' Rachael. Это был первый в мире лейбл, который выпускал исключительно хаус-музыку. Именно на этом лейбле были выпущены наиболее значительные хаус-треки, многие из которых заложили основы основ как хаус-музыки, так и её подстилей, вроде Чикаго-хауса, эйсид-хауса и некоторых других.
«No Way Back» от Adonis, «Acid Tracks» от Phuture, «Can You Feel It» от Larry Heard, «Move Your Body» от Marshall Jefferson и многиe многие другие классические хаус пластинки 1980-х изначально выходили на Trax Records. Правда в 1990-е подавляющее большинство чикагских музыкантов перестали сотрудничать с лейблом, и из-за неправильной политики, которую вели владельцы Trax, лейбл оказался на грани банкротства и был замешан в ряде скандалов, по большому счёту связанных с отчислениями роялти артистам.